# Каудете
Каудете (ісп. Caudete) — муніципалітет в Іспанії, у складі автономної спільноти Кастилія-Ла-Манча, у провінції Альбасете. Населення — 10 450 осіб (2010).
Муніципалітет розташований на відстані близько 300 км на південний схід від Мадрида, 80 км на південний схід від Альбасете.

## Демографія
Динаміка населення (INE ):

## Галерея зображень

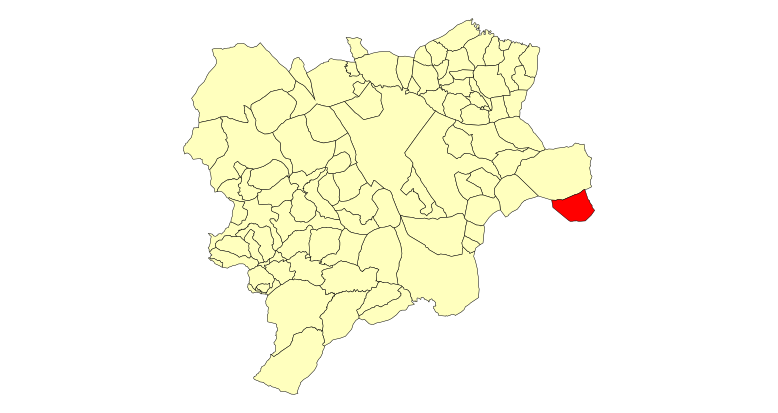
Розташування муніципалітету Каудете у провінції Альбасете
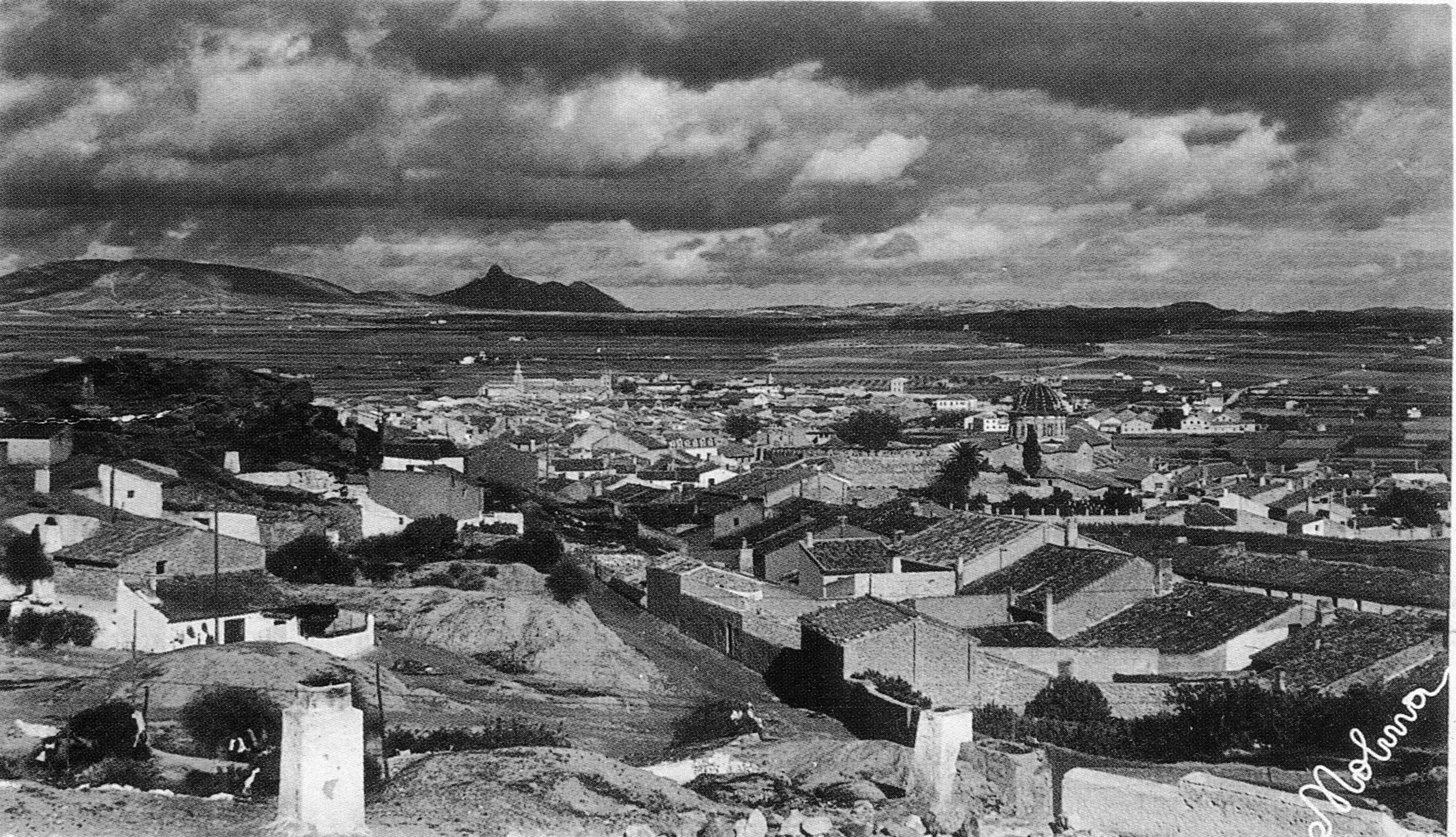
Каудете
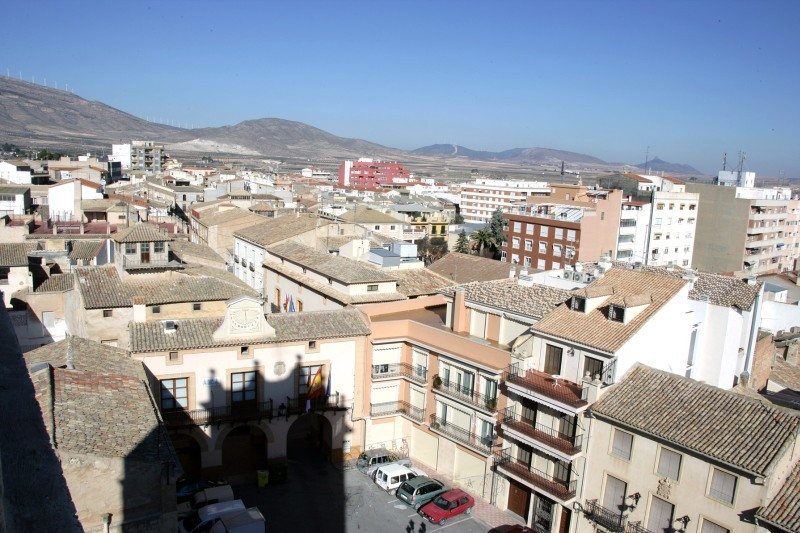
Каудете
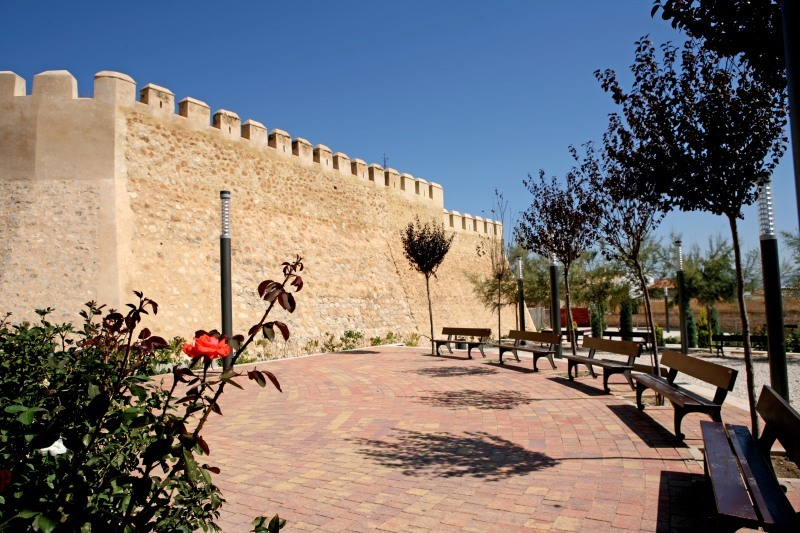
Замок Каудете
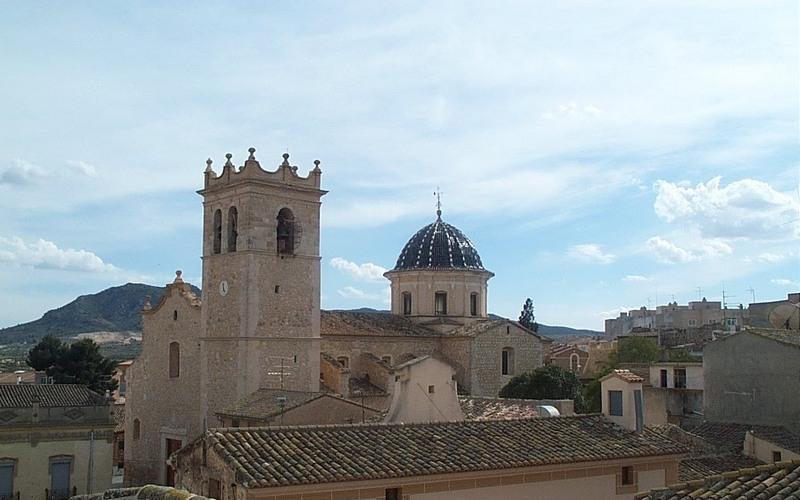
Церква Санта-Каталіна